# 三浦道雄
三浦 道雄（みうら みちお、1918年（大正7年）11月12日-1993年（平成5年）10月6日）は日本の政治家、実業家。青森県議会議長（自由民主党）、南部鉄道社長、東北電力監査役。

## 略歴
1918年（大正7年）11月12日に青森県三戸郡五戸町に生まれる。1942年（昭和17年）、法政大学経済学部を卒業する。
五戸町議会議員・議長を経て、1948年（昭和23年）に青森県議会議員に当選（9期当選）する。1962年（昭和38年）に青森県議会議長に就任する。
また、1949年（昭和24年）に南部鉄道常務に就任、1952年（昭和27年）に専務に就任、1959年（昭和34年）に東北電力監査役に就任し、1960年（昭和35年）に南部鉄道社長に就任する。
1974年（昭和49年）に藍綬褒章を受章し、1989年（平成1年）に勲三等瑞宝章を受章する。
1993年（平成5年）10月6日に死去、74歳。